# Rock'n Roll Gypsies
Rock'n Roll Gypsies je druhé studiové album skupiny Vinegar Joe, které bylo vydáno v roce 1973 v hudebním vydavatelství Island Records.

## Seznam stop
1. So Long (Gage) - 4:45
2. Charley's Horse (Gage) - 3:07
3. Rock 'N' Roll Gypsies (Davis/Tillison) - 5:11
4. Falling (Palmer) - 3:15
5. It's Gettin' To The Point (Gage) - 4:31
6. Whole Lotta Shakin' (Goin' On) (Davis/Williams) - 2:44
7. Buddy Can You Spare Me A Line? (Gage, York) - 4:27
8. Angel (Hendrix) - 4:18
9. No One Ever Do (Gage) - 4:14
10. Forgive Us (Palmer) - 4:31